# Kalle Kunskap
Kalle Kunskap är en serie med interaktiva lek och lär-böcker, ljudböcker och spel riktade till barn. De svenska utgåvorna ges ut av Nordic Softsales och böckerna är skrivna av Daniel Edfeldt. På originalspråk heter serien Reader Rabbit och är skapad 1984 av Leslie Grimm för The Learning Company. Varumärket köptes upp av Riverdeep 2002 och har på senare tid slagits ihop med Houghton Mifflin Company, men Nordic Softsales har köpt fulla rättigheter för den nordiska marknaden. I böckerna och spelen är karaktärerna kaninen Kalle Kunskap, Leo Lejon och Index huvudpersonerna som är ute på olika äventyr i och kring staden Ordköping. Kalle Kunskap har som syfte att pedagogiskt lyfta fram matematik och ordinlärning för barn i åldrarna 4–10 år.   
År 2011 gavs det första Kalle Kunskap-spelet ut på Wii-konsolen (som Reader Rabbit) och har sedan dess utkommit på Nintendo DS, som Iphone-spel och till Android. De nya spelen om Kalle Kunskap ges främst ut i form av mindre, plattformsbaserade spel för smarttelefoner.
Kalle Kunskaps Ordköping har sedan 2010 varit en attraktion på Parken Zoo i Eskilstuna och ersatte då den mångåriga succén Fantomenland. Ordköping på Parken Zoo är utformat av fyra olika delar; Lilla Bo, Piråttornas Näste, Utsiktstornet och Skeppet. I seriens anda finns där grönsaker och glass till försäljning, spelupplevelser, sommarteater, sångstund med Kalle Kunskap och Leo Lejon och äventyr för den som är modig.

## Handling och spelupplevelse
Kalle Kunskap, huvudkaraktären, är spelets protagonist och driver händelserna framåt med hjälp av spelaren. De olika spelens handling, grafik och miljö varierar, men generellt är spelen utformade så att spelaren genom Kalle Kunskap ska ta sig igenom olika former av pussel, baserade på antingen språk- eller bokstavskunskaper eller matematik. 
Spelen som är designade för plattformar så som Iphone, Ipad, Android och Nintendo DS har linjära banor gjorda i 2D-stil, där man rör sig upp och ned över skärmen, hoppar på sin motståndare och samlar poäng likt Super Mario. Spelen som är designade för dator har pek- och klickdesign.

### Spel för PC
- Kalle Kunskap Lekstuga: Den magiska lekparken (2002)
- Kalle Kunskap Förskola: Äventyr på cirkus (2002)
- Kalle Kunskap Skolstart: På sommarlägret (2002)
- Kalle Kunskap Ettan: Den stora föreställningen (2002)
- Kalle Kunskap Tvåan: Slottmysteriet (2002)
- Kalle Kunskap 2 Baby: Leksakslådan (2005)
- Kalle Kunskap 2 Lekstugan: Den magiska lekparken (2005)
- Kalle Kunskap 2 Förskolan: Den stora Stjärnjakten (2005)
- Kalle Kunskap 2 Skolstart: På äventyr i ballongstaden (2005)
- Kalle Kunskap 2 Ettan: Mysteriet på Moln 9 (2005)
- Kalle Kunskap 2 Tvåan: Kalabalik på Ostön (2005)
- Kalle Kunskap 2 Spel & Musik (2006)
- Kalle Kunskap 2 Lär dig Engelska (2007)
- Kalle Kunskap Geografi (2009)
- Kalle Kunskap Matematik: På uppdrag hos Lejonblommorna (2010)

### Spel för Nintendo DS
- Kalle Kunskap 4-7 År (2009)
- Kalle Kunskap Matematik: På uppdrag hos Lejonblommorna (2010)

### Spel för Wii
- Kalle Kunskap Förskolan: Den stora Stjärnjakten (2011)
- Kalle Kunskap Skolstart: På äventyr i ballongstaden (2011)
- Kalle Kunskap Ettan: Mysteriet på Moln 9 (2011)
- Kalle Kunskap Tvåan: Kalabalik på Ostön (2011)

### Spel för Iphone/Ipad/Android
- Kalle Kunskap Förskolan (senast uppdaterad 2012)
- Kalle Kunskap Skolstart (senast uppdaterad 2012)
- Kalle Kunskap Ettan (senast uppdaterad 2012)
- Kalle Kunskap Tvåan (senast uppdaterad 2012)
- Kalle Kunskap Gokart (senast uppdaterad 2013)
- Kalle Kunskap Smartjakten (senast uppdaterad 2013)

### Böcker
- Kalle Kunskap på Zoo (2011)

### Ljudböcker
- Kalle Kunskap och den magiska boken (2010)
- Kalle Kunskap och den mystiska ordtjuven (2010)
- Den stora Stjärnjakten (2010)
- Kalabalik på Ostön (2010)
- Mysteriet på Moln 9 (2010)
- På äventyr i ballongstaden (2010)
- Kalle Kunskap och den stora julräddningen (2010)
- Kalle Kunskap i Vilda Västern (2010)